# 233P/La Sagra
233P/La Sagra – kometa krótkookresowa, należąca do grupy komet typu Enckego. 

## Odkrycie i nazwa
Kometę tę odkryto w ramach programu La Sagra Sky Survey w 2009 roku. W 2005 obiekt ten zidentyfikowano jako planetoidę 2005 JR71, lecz w latach 2009-2010 stwierdzono na zdjęciach, iż posiada komę.
W nazwie znajduje się nazwa projektu badawczego.

## Orbita komety
Orbita komety 233P/La Sagra ma kształt elipsy o mimośrodzie 0,4. Jej peryhelium znajduje się w odległości 1,79 j.a., aphelium zaś 4,28 j.a. od Słońca. Jej okres obiegu wokół Słońca wynosi 5,29 lat, nachylenie do ekliptyki ma wartość 11,28˚.